# Уніслав (Великопольське воєводство)
Уніслав (пол. Unisław, нім. Unislau) — село в Польщі, у гміні Кротошин Кротошинського повіту Великопольського воєводства.
Населення — 284 особи (2011).
У 1975-1998 роках село належало до Каліського воєводства.

## Демографія
Демографічна структура станом на 31 березня 2011 року:
|          | Загалом | Допрацездатний вік | Працездатний вік | Постпрацездатний вік |
| -------- | ------- | ------------------ | ---------------- | -------------------- |
| Чоловіки | 136     | 27                 | 100              | 9                    |
| Жінки    | 148     | 43                 | 90               | 15                   |
| Разом    | 284     | 70                 | 190              | 24                   |